# Удавске
Удавске (слч. Udavské) насељено је мјесто са административним статусом сеоске општине (слч. obec) у округу Хумење, у Прешовском крају, Словачка Република.

## Становништво
| Година:    | 1994. | 2004.   | 2014.   | 2024.   |
| ---------- | ----- | ------- | ------- | ------- |
| Број људи: | 1230  | 1277    | 1217    | 1232    |
| Разлика:   |       | +3,82 % | -4,69 % | +1,23 % |

| Година:    | 2023. | 2024.   |
| ---------- | ----- | ------- |
| Број људи: | 1241  | 1232    |
| Разлика:   |       | -0,72 % |

Према подацима о броју становника из 2024. године насеље је имало 1232 становника.